# Camopi (rzeka)
Camopi – rzeka w Gujanie Francuskiej, dopływ rzeki Oyapock. Ma swe źródła w południowej części terytorium, przepływa w kierunku północno-wschodnim, uchodzi do Oyapock w pobliżu miasta Camopi.